# لاسانا كامارا
لاسانا كامارا (بالبرتغالية: Lassana Camará‏) (مواليد 29 ديسمبر 1991)، يشتهر باسم سانا هو لاعب كرة قدم من غينيا بيساو، يلعب كلاعب وسط.

## روابط خارجية
- Saná على موقع thefinalball.com50376
- قالب:ForaDeJogo
- لاسانا كامارا على موقع الاتحاد الدولي (مؤرشف)  (الإنجليزية)
- لاسانا كامارا على موقع الاتحاد الأوربي (الإنجليزية)
- لاسانا كامارا على موقع قاعدة بيانات كرة القدم.إي يو (الإنجليزية)
- لاسانا كامارا على موقع ناشيونال فوتبول تيمز (الإنجليزية)
- لاسانا كامارا على موقع Soccerway.com (الإنجليزية)